# Hanne Richardt Beck
Hanne Richardt Beck (født 3. maj 1959 i Brønshøj) er en dansk skønlitterær forfatter.
Hun debuterede i 1993 med romanen De brune øjne, Arthur og fik sit gennembrud i 2007 med romanen Om så det gælder, der har sit omdrejningspunkt i 2. verdenskrig.
Siden har hun udgivet en række anmelderroste romaner. I 2016 kom Uforudsete hændelser, der handler om tre kvinder midt i livet, og som i indlejrede essays undersøger emner som kvindekroppens forandringer, sjælens beskaffenhed og kulturens øje. I 2018 kom For enden af perronen, der følger fire personers liv fra 1982 til 2017, imens den ene står på Nørreport, klar til at springe ud foran toget, i afmagt over verdens absurde indretning og sit eget forfejlede liv.
I 2005 modtog Hanne Richardt Beck Statens Kunstfonds treårige arbejdslegat samt Kidde og Kjærgaards Hæderslegat. Hun har været nomineret til flere priser, Danske Banks Litteraturpris (2008) samt DR-romanprisen (2019).